# Stronnictwo Polityki Realnej (1905–1923)
Stronnictwo Polityki Realnej – utworzone formalnie 18 października 1905 w Warszawie ugrupowanie klasyfikowane jako konserwatywne, prawicowe, chociaż sami działacze określali partię jako konserwatywno-liberalną. Uprawiała politykę gabinetową. Pismami wyrażającymi poglądy realistów były: tygodnik „Kraj” oraz dziennik „Słowo”.

## Charakterystyka
Zrodziło się z ugrupowań ugodowych (miało charakter prorosyjski), próbujących podjąć dialog z Rosją i uzyskać ugodę. Stosowała metodę „drobnych kroczków” w celu osiągnięcia swych postulatów. Opierali się na "interesie narodowym" jako nadrzędnym wobec "woli narodu".
Partia elitarna, skupiająca ludzi sprawujących często kierownicze funkcje w polityce, gospodarce, w kościele, itd.; pozbawiona w szerokim społeczeństwie prestiżu i akceptacji. Realiści starali się pogodzić w swoim programie idee konserwatywne i umiarkowanie liberalne. Głosili potrzebę ciągłego i ewolucyjnego postępu, konieczności poprawy bytu wszystkich klas i warstw społecznych. Charakter partii najlepiej oddają słowa jej członka Ludomira Grendyszyńskiego: „Jesteśmy realistami, bo stoimy na realnym gruncie stosunków wytworzonych przez dzieje i dążymy do zmiany, do naprawy, do polepszenia tych stosunków, do szczęścia i rozwoju naszego narodu – za pomocą realnych środków politycznych. Jesteśmy zachowawcami tylko w tym rozumieniu, że nie możemy odstąpić od podstawowych zasad ładu społecznego, jesteśmy liberałami i postępowcami, gdy chodzi o wielkie idee wolności, tolerancji i humanizmu, gdy chodzi o pełnię swobód ludzkich i praw narodowych”. 
Do I Rady Państwa w Imperium Rosyjskim, w 1906 roku z ramienia partii zostali wybrani Leopold Julian Kronenberg, Józef Ostrowski (prezes SPR do 1908) i Eustachy Dobiecki.
W 1907 w wyborach do II Dumy wraz ze Stronnictwem Narodowo-Demokratycznym tworzyło Centralną Komisję Wyborczą. Do II Dumy zostali wybrani z ramienia partii Henryk Dembiński (prezes SPR w latach 1908–1915) i Henryk Potocki. W tym czasie wystąpiło zbliżenie między SPR a endecją.
W I wojnie światowej poparło Radę Regencyjną, weszło w skład Międzypartyjnego Koła Politycznego (MKP).
Nie posiadające charakteru masowego i demagogicznego, mające za to piętno ugodowców Stronnictwo Polityki Realnej przestało istnieć w marcu 1923 roku. Część jego członków wybrało później przynależność do endecji, część przeszło do ugrupowań konserwatywnych i tzw. ziemiańskich, a niektórych działaczy można spotkać po roku 1926 w szeregach sanacji. Wielu realistów obejmowało w okresie międzywojennym poselstwa i ambasady, a także pełniło odpowiedzialne funkcje w administracji rządowej, szczególnie w MSZ.

## Postulaty
- poszanowanie prawa własności,
- równość cywilna i polityczna obywateli,
- zabezpieczenie praw mniejszości narodowych i kulturalnych,
- reforma sądownictwa,
- rozszerzenie samorządu lokalnego, ziemskiego i miejskiego w Królestwie,
- uznanie praw języka polskiego w urzędach, sądach i instytucjach krajowych,
- nauczanie w języku i duchu narodowym,
- popieranie Kościoła katolickiego w krzewieniu wiary i moralności,
- zniesienie stanu wojennego i praw wyjątkowych,
- później autonomia Królestwa.